# Sankt Annæ Skole
 Ikke at forveksle med Sankt Annæ Gymnasium.
Sankt Annæ Skole (Den selvejende institution Sankt Annæ Skole) er en privat katolsk uddannelsesinstitution beliggende på Amager, som drives efter de gældende regler for friskoler og private grundskoler m.v. Den tosporede skole er fuldt udbygget med cirka 500 elever (pr. maj 2007) fra børnehaveklasse til og med 10. klassetrin og med godt 40 lærere ansat. Skole er i sit virke uafhængig og blev oprettet i 1897 og bygger hele sit virke på det katolsk-kristne livs- og menneskesyn, men er også et tilbud til ikke-katolske elever. Skolens Fritidsordning (SFO) er et tilbud til skolens børn fra børnehaveklassen til og med tredje klasse og ligger i sin gene tilbygning til skolen.
Sankt Annæ Skole har et tæt bånd med den nærliggende katolske Sankt Annæ Kirke, hvilket skolens emblem visuelt gengiver i form af et vikingeskib bærende et billede af kirkens facade på dets sejl. Skolens emblem er tegnet af maleren V. Wils. Skolens bestyrelse består af seks medlemmer, som udpeges/vælges til en to-årig periode af henholdsvis skolekredsen (to medlemmer), Sankt Annæ Stiftelse (to medlemmer) samt af forældrekredsen (to medlemmer). Skolen er beliggende på Otto Ruds Vej, som er en sidegade til Peder Lykkes Vej – ikke langt fra krydset Peder Lykkes Vej / Amagerbrogade.
Sankt Annæ Skole skal ikke forveksles med Københavns Kommunnes sangskole, Sankt Annæ Gymnasium, der er beliggende i Valby.

## Ekstern henvisning
- Sankt Annæ Skoles officielle hjemmeside

55°39′14″N 12°36′28″Ø / 55.65389°N 12.60778°Ø